# لاري جونز
لاري جونز (بالإنجليزية: Larry Jones)‏ هو لاعب كرة قدم أمريكية أمريكي، ولد في 18 ديسمبر 1933 في بوتسفيل في الولايات المتحدة، وتوفي في 30 مايو 2013 في باتون روج في الولايات المتحدة.